# Inor
Inor je francouzská obec v departementu Meuse v regionu Grand Est. V roce 2011 zde žilo 198 obyvatel.

## Sousední obce
Autréville-Saint-Lambert, Luzy-Saint-Martin, Malandry (Ardensko), Martincourt-sur-Meuse, Olizy-sur-Chiers, Pouilly-sur-Meuse

## Vývoj počtu obyvatel
Počet obyvatel 